# Adolf Horn
Adolf B. Horn Stevens (La Habana, 26 de febrero de 1911-Guadalajara, 23 de enero de 2007) fue un diplomático y empresario cubano-estadounidense. Su padre era alemán y su madre estadounidense originaria de Boston. 
En 1925 viajó a Massachusetts para realizar sus estudios. Al término de la preparatoria en 1932 regresó a La Habana e inició a trabajar en el negocio familiar de maquinaria y equipo. A la muerte de su padre en 1936 Adolf se hizo cargo del negocio principal de la familia, una compañía de ferris que operaba entre Florida y Cuba.

## Familia
Se casó con Lena Mae Bingham, a quien dedicó el nombre de su empresa más exitosa Helados Bing.

## Servicio Diplomático
En 1942 inició a trabajar en el servicio diplomático de Estados Unidos primero en La Habana, después en Washington y El Salvador, hasta que en 1958 arribó a Guadalajara, México, donde en 1960 fue nombrado Cónsul general de los Estados Unidos.
Durante su servicio diplomático y posterior a él, Adolf inició la formación de lo que hoy se conoce como el Valle del Silicio Mexicano ya que promovió la inversión estadounidense en el País, entre las empresas que impulsó a su instalación en Jalisco destacan: IBM, Kodak y Motorola, las que posteriormente atrajeron a otras firmas de la industria electrónica.

## Helados Bing
Después del servicio diplomático, en 1963 Adolf inició una nueva empresa en Guadalajara, Helados Bing, cuyo capital inicial fueron 32 mil USD. Helados Bing Abrió sus puertas al público el 20 de septiembre de 1965, ofreciendo 17 sabores, el éxito rotundo los hizo cerrar sus puertas el 22 de septiembre debido a que agotaron el inventario. 
En 1984, debido a la enfermedad de su esposa, Adolf decide vender Helados Bing, la cual ya contaba con 14 tiendas a José Luis González González en ese entonces presidente de Coca Cola. A partir de ese momento Bing creció de manera exponencial, llegando a establecerse 600 tiendas en el país.
En 1995 se fusionó con la empresa Unilever, la cual en 1999 se convirtió en la única propietaria de la firma Helados Bing.

## American Chamber of Commerce of México, A.C. / Capítulo Guadalajara
En 1965 funda American Chamber of Commerce capítulo Guadalajara la cual presidió en forma ejecutiva hasta el año 2004 y en forma honoraria hasta el día de su muerte.

## Club de Industriales
Fue de los fundadores junto con Don Salvador López Chávez del Club de Industriales.

## Helados Dolphy
En 1999 debido a la separación entre González González y Unilever, el empresario decide llamar a Adolf, quien nunca se separó por completo del negocio, para la creación de una nueva empresa. Adolf a los 88 años de edad emprende este nuevo proyecto, al cual en su honor lo llamaron Helados Dolphy.

## Reconocimientos
En el año 2000 Adolf Bernard Horn Jr., recibió la Condecoración Orden Mexicana del Águila Azteca, en grado de Venera, entre muchos otros premios y reconocimientos recibidos a través de su vida.

## Últimos años
Durante sus últimos años, Adolf dedicó gran parte de su tiempo a los jóvenes, fundando DESEM (ahora IMPULSA México). Estuvo al frente de programas de becas de la Cruz Roja Mexicana, presidiendo la fundación de la Universidad de Guadalajara, el Colegio Americano, en la Universidad Autónoma de Guadalajara, entre otras.
El 23 de enero de 2007 falleció en la ciudad de Guadalajara a los 95 años y 11 meses de edad.
Actualmente la avenida Adolf Horn en Tlajomulco de Zúñiga, Jalisco, lleva en su honor su nombre.
- Datos: Q5657926

## Ideario, El Decálogo de Adolf
El Comité Ejecutivo de American Chamber of Commerce división Guadalajara dio a conocer en el año 2007 el Ideario de Adolf B. Horn Jr. como un legado a la sociedad.
“Lo que requiere México es un diálogo inteligente, no críticas, porque las críticas son una barrera para el diálogo”
“Lo mejor es preguntarse cada uno: ¿Qué quieres para México? y actuar en consecuencia”
“Cerremos filas y trabajemos juntos”
“No ganamos nada con preocuparnos, debemos ocuparnos en resolver los problemas”
“En la vida hay que aprender a asumir la responsabilidad de nuestro propio destino, apropiándonos de las oportunidades que se nos presentan”
“Es muy lamentable el estarse justificando”
“Si tu vida la deciden tus padres, la escuela ó el gobierno, no impactarás positivamente en la sociedad”
“Todos poseemos grandes dones y al final de nuestras vidas se nos pedirán cuentas de cómo los ordenamos al servicio de los demás”
“Los conocimientos carecen de valor si no se comparten”
“¿Que propuesta tiene? No quiero intenciones, quiero acciones”